# 식물분류학
식물분류학(植物分類學)은 식물을 찾고, 식별하고, 묘사하고, 분류하고, 명명하는 과학이다. 이는 분류학 (생물을 찾고, 묘사하고, 분류하고, 명명하는 과학)의 주요 분야 중 하나이다.
식물 분류학은 식물 계통학과 밀접하게 연관되어 있으며, 둘 사이에는 명확한 경계가 없다. 실제적으로 "식물 계통학"은 식물 간의 관계와 진화, 특히 상위 수준에서의 관계를 다루는 반면, "식물 분류학"은 식물 표본의 실제 처리를 다룬다. 그러나 분류학과 계통학의 정확한 관계는 사용되는 목표와 방법에 따라 변화해 왔다.
식물 분류학은 불안정하고, 전통적으로 분류군의 범위와 위치에 대한 합의가 거의 없다는 점으로 잘 알려져 있다. 식물 분류 체계 목록을 참조하라.

## 배경
분류 체계는 각 그룹에 공통적인 특성에 따라 유기체를 그룹화하는 목적을 수행한다. 식물은 셀룰로스로 만들어진 세포벽을 가지고 있고, 배수체이며, 움직이지 않고 성장한다는 점에서 동물과 구별된다. 동물은 유기 분자를 먹어야 하는 반면, 식물은 광합성 과정을 통해 빛 에너지를 유기 에너지로 바꿀 수 있다. 분류의 기본 단위는 종으로, 서로 번식할 수 있고 상호 유사성을 가지는 집단이며, 더 넓은 분류는 속이다. 여러 속이 과를 이루고, 여러 과가 목을 이룬다.

### 분류의 역사
식물학 용어 속씨식물, 즉 꽃 피는 식물은 그리스어 angeíon (ἀγγεῖον; '병, 용기')과 spérma (σπέρμα; '씨앗')에서 유래했다. 1690년에 Angiospermae라는 용어는 폴 헤르만이 만들었지만, 오늘날 속씨식물로 알려진 종의 작은 부분만을 지칭했다. 헤르만의 Angiospermae는 씨앗이 삭과 안에 싸인 꽃 피는 식물만을 포함했으며, 그의 Gymnospermae와 구별되었다. Gymnospermae는 수과 또는 분열열매를 가진 꽃 피는 식물이었다(여기서는 열매 전체 또는 각 조각이 씨앗으로 간주되고 노출되어 있었다). Angiospermae와 Gymnospermae라는 용어는 칼 폰 린네가 그의 강 디디나미아의 목 이름에서 제한적으로 적용되었지만 같은 의미로 사용되었다.
속씨식물과 겉씨식물이라는 용어는 1827년에 로버트 브라운이 소철과 구과식물에서 진정으로 노출된 밑씨의 존재를 확인하면서 근본적으로 의미가 바뀌었다. 그 이후로 겉씨식물이라는 용어는 노출된 밑씨를 가진 씨앗 식물에 적용되었고, 속씨식물이라는 용어는 싸여진 밑씨를 가진 씨앗 식물에 적용되었다. 그러나 브라운의 발견 이후 오랫동안 씨앗 식물의 주요 구분은 단자엽 식물과 쌍자엽 식물 사이로 보였고, 겉씨식물은 쌍자엽 식물의 작은 하위 집합으로 간주되었다.
1851년, 호프마이스터는 꽃 피는 식물의 배낭에서 일어나는 변화를 발견하고, 이들이 은화식물과의 정확한 관계를 확인했다. 이것은 겉씨식물의 위치를 쌍자엽 식물과 구별되는 강으로 확립했으며, 속씨식물이라는 용어는 점차적으로 쌍자엽 식물과 단자엽 식물 강을 포함하여 전체 꽃 피는 식물(겉씨식물 제외)에 대한 적절한 명칭으로 받아들여졌다. 이것이 오늘날 이 용어가 사용되는 의미이다.
대부분의 분류학에서 꽃 피는 식물은 일관된 그룹으로 취급된다. 가장 인기 있는 서술적 명칭은 Angiospermae였고, Anthophyta (직역: '꽃-식물')가 두 번째 선택이었다(둘 다 미분류). 베트슈타인 체계와 엥글러 체계는 이들을 아문(Angiospermae)으로 취급했다. 리빌 체계 또한 이들을 아문(Magnoliophytina)으로 취급했지만, 나중에 Magnoliopsida, Liliopsida, Rosopsida로 분할했다. 타흐타잔 체계와 크론퀴스트 체계는 이들을 문(Magnoliophyta)으로 취급한다. 달그렌 체계와 손 체계 (1992)는 이들을 강(Magnoliopsida)으로 취급한다. 1998년 APG 분류 체계와 이후 2003년 및 2009년 개정판은 꽃 피는 식물을 공식 라틴어 이름이 없는 미분류 계통군(angiosperms)으로 취급한다. 2009년 개정판과 함께 공식 분류가 발표되었으며, 여기서 꽃 피는 식물은 아강(Magnoliidae)으로 분류된다.
이 그룹의 내부 분류는 상당한 개정을 거쳤다. 아서 크론퀴스트가 1968년에 제안하고 1981년에 완전한 형태로 출판된 크론퀴스트 분류 체계는 여전히 널리 사용되지만, 더 이상 계통발생을 정확하게 반영한다고 믿어지지 않는다. 속씨식물 계통분류군 (APG)의 작업을 통해 꽃 피는 식물이 어떻게 배열되어야 하는지에 대한 합의가 최근에 나타나기 시작했으며, 1998년에 속씨식물의 영향력 있는 재분류를 발표했다. 더 최근의 연구를 통합한 업데이트는 2003년에 APG II 분류 체계로, 2009년에 APG III 분류 체계로, 그리고 2016년에 APG IV 분류 체계로 출판되었다.
전통적으로 꽃 피는 식물은 두 그룹으로 나뉜다.
- 쌍떡잎식물 또는 Magnoliopsida
- 외떡잎식물 또는 Liliopsida

크론퀴스트 체계는 이들을 Magnoliaceae에서 유래한 Magnoliopsida 강과 Liliaceae에서 유래한 Liliopsida 강으로 분류한다. ICBN 제16조에 의해 허용되는 다른 서술적 이름으로는 Dicotyledones 또는 Dicotyledoneae, Monocotyledones 또는 Monocotyledoneae가 있으며, 이들은 오랜 사용 역사를 가지고 있다. 평이한 영어로는 이들의 구성원을 "dicotyledons" ("dicots")와 "monocotyledons" ("monocots")라고 부를 수 있다. 이 이름들의 라틴어는 쌍떡잎식물이 각 씨앗 내에 두 개의 떡잎, 즉 배엽을 가지고 있는 경우가 많다는 관찰을 참조한다. 단자엽 식물은 보통 하나만 가지고 있지만, 이 규칙은 어느 쪽으로든 절대적인 것은 아니다. 넓은 진단적 관점에서 떡잎의 수는 특히 편리하거나 신뢰할 수 있는 특성이 아니다.
APG에 따른 최근 연구에 따르면 단자엽 식물은 단일계통군 (즉, 계통군)을 형성하지만, 쌍떡잎식물은 측계통군이다. 그럼에도 불구하고 대부분의 쌍떡잎식물 종은 진정쌍떡잎식물 (또는 삼구형 화분식물)과 함께 하나의 주요 계통군에 속하며, 나머지 대부분은 목련군 (약 9,000종 포함)과 함께 다른 주요 계통군에 속한다. 나머지는 총체적으로 초기 분지 속씨식물로 알려진 초기 분지 분류군의 측계통군 집단과 홀아비꽃대과 및 Chloranthaceae과를 포함한다.

## 식물계
식물계는 전통적으로 다음과 같이 나뉜다.
| 라틴어       | 일반명                 | 종 수      | 비고 |
| ------------ | ---------------------- | ---------- | --- |
| Bryophyta    | 이끼                   | 약 25,000  | 관다발계 없음, 독특한 영양 구조, 번식을 위한 포자 생산은 생존을 위해 습한 조건이 필요하며, 많은 종이 토양 생성의 초기 단계에 중요하다. |
| Pteridophyta | 고사리                 | 약 13,000  | 식별 가능한 뿌리, 잎 및 줄기 시스템을 가지고 있지만 씨앗 대신 포자를 생산한다.                                                         |
| Gymnosperms  | 꽃 피지 않는 씨앗 식물 | 약 1,000   | 구과식물, 은행나무문, 소철류, 마황문을 포함하는 씨앗 생산 식물 그룹이다.                                                               |
| Angiosperms  | 꽃 피는 식물           | 약 300,000 | 주로 외떡잎식물과 쌍떡잎식물의 두 가지 주요 강으로 나뉘며, 과일에 의해 보호되는 씨앗을 생산한다.                                       |

## 식물 식별, 분류 및 설명
식물 분류학의 세 가지 목표는 식물 식별, 분류 및 설명이다. 이 세 가지 목표 간의 구별은 중요하며 종종 간과된다.
식물 식별은 이전에 수집된 표본과의 비교 또는 서적이나 식별 매뉴얼의 도움을 받아 미지의 식물의 정체를 확인하는 것이다. 식별 과정은 표본을 출판된 이름과 연결한다. 식물 표본이 식별되면 그 이름과 속성이 알려진다.
식물 분류는 알려진 식물을 어떤 관계를 보여주기 위해 그룹이나 범주로 배치하는 것이다. 과학적 분류는 결과를 표준화하고 연속적인 범주를 계층으로 그룹화하는 규칙 시스템을 따른다. 예를 들어, 백합이 속하는 과는 다음과 같이 분류된다.
- 계: 식물계
- 문: Magnoliophyta
- 강: Liliopsida
- 목: Liliales
- 과: Liliaceae

식물 분류는 미래의 표본 명명 및 목록 작성을 위한 조직화된 시스템을 제공하며, 이상적으로는 식물 간의 상호 관계에 대한 과학적 아이디어를 반영한다. 식물을 포함한 공식 식물 명명법에 대한 규칙 및 권장 사항 집합은 ICN으로 약칭되는 국제조류균류식물명명규약에 의해 규정된다.
식물 설명은 새로 발견된 종에 대한 공식적인 설명이며, 해당 종이 실제로 과학적으로 새로운 것임을 확인하기 위한 상당한 과학적 작업 후에만 이루어진다. 새로운 설명은 일반적으로 ICN 지침을 사용하여 학술 논문 형식으로 출판된다. 이 식물들의 이름은 다른 유효하게 출판된 이름과 함께 국제 식물명 색인에 등록될 수 있다.

## 분류 체계
다음이 포함된다.
- APG 분류 체계 (속씨식물 계통분류군)
  - APG II 분류 체계 (속씨식물 계통분류군 II)
  - APG III 분류 체계 (속씨식물 계통분류군 III)
  - APG IV 분류 체계 (속씨식물 계통분류군 IV)
- 베시 분류 체계 (식물 분류 체계)
- 크론퀴스트 분류 체계 (꽃 피는 식물의 분류학적 분류)
- 멜히오르 분류 체계

## 온라인 데이터베이스
- 플랜츠 오브 더 월드 온라인 (POWO)
- 월드 플로라 온라인 (WFO)
- Ecocrop
- EPPO 코드
- GRIN

분류:온라인 식물학 데이터베이스 참조

## 같이 보기
- 생물 분류